# Zlatna džezva
Zlatna džezva je brand bosanske kave bosanskohercegovačkog proizvođača Vispak. Zlatna džezva se izvozi u 28 zemalja svijeta, najviše u Sjedinjene Američke Države, a potom u Švedsku, Sloveniju i Hrvatsku. Prema istraživanju agencije za istraživanje tržišta IPSOS, Zlatna džezva je prvi brand po lojalnosti potrošača u Bosni i Hercegovini kada je riječ o kategoriji tradicionalne kave.

## Povijest
Zlatna džezva se počela proizvoditi 1972. godine, kao prvi proizvod tvrtke Vispak. Svoj veliki proboj na veće strano tržište ostvarila je sredinom 2013. godine, kada se našla u ponudi američkog trgovačkog lanca Walmart, da bi početkom 2014. godine postala dostupna i na najvećoj online trgovini Amazon.com.
2017. godine, Zlatna džezva počela se prodavati u slovenskom Lidlu, čime je završen projekt ulaska proizvoda na slovensko tržište.
U travnju 2018. godine, Zlatna džezva obilježila je 46 godina postojanja na tržištu kampanjom brandiranja vozila javnog prijevoza u Sarajevu, Tuzli, Mostaru i Banjoj Luci.

## Pakiranja
Zlatna džezva dolazi u pakiranju od 100 g, 200 g, 500 g, te posebnom pakiranju od 907 g, predviđenom samo za izvoz. 2016. godine, Vispak uvodi posebno pakiranje od 387 g, što predstavlja međunarodni pozivni broj za Bosnu i Hercegovinu, te posebnu oznaku za proizvode proizvedene i pakirane u Bosni i Hercegovini.

## Zanimljivosti
Tvrtka Vispak je upisana u Guinnessovu knjigu rekorda kao vlasnik najveće džezve na svijetu. Najveća džezva na svijetu je izrađena 2004. godine i predstavljena je na otvaranju obnovljenog Starog mosta u Mostaru. Džezva može proizvesti 630 litara kave ili 8000 šalica, za što je potrebno 63 kg pržene kave.

## Vanjske poveznice
- Službena stranica
- Službena stranica AS Group  Arhivirana inačica izvorne stranice od 27. ožujka 2019. (Wayback Machine)